# Université des sciences et technologies du Bénin
L'université des sciences et technologies du Bénin (USTB) est une université privée d'Afrique de l'Ouest dont le siège est situé sur le domaine universitaire de Kpondehou à Cotonou, la capitale économique du Bénin.

## Historique
Créée en 1996 par le professeur Frédéric Dohou sous le nom d'« Institut supérieur de technologie », l'université des sciences et technologies du Bénin existe sous sa forme actuelle depuis 2002 (arrêté n°067/MESRS/CAB/DC/SG/DPP/SP du 18 octobre 2002).
Établissement universitaire à caractère scientifique, culturel et professionnel jouissant de la personnalité morale, de l'autonomie pédagogique et scientifique, administrative et financière, l'USTB concourt aux missions de l'enseignement supérieur et de la recherche scientifique à travers six facultés et cinq grandes écoles spécialisées.
Depuis 2009, l'USTB est membre du Réseau des universités des sciences et technologies d'Afrique (RUSTA).

## Composantes
L'USTB est composée de six facultés, de cinq grandes écoles spécialisées et d'un centre de recherche :

### Facultés
- Faculté de droit
- Faculté des sciences économiques
- Faculté des sciences de gestion
- Faculté des sciences fondamentales et appliquées
- Faculté des lettres, arts et sciences sociales
- Faculté des sciences agronomiques

### Grandes écoles spécialisées
- École supérieure de management et d'administration des entreprises (ESMAE)
- École supérieure de communication (ESCOM)
- École supérieure de technologie industrielle (ESTI)
- École supérieure d'informatique appliquée (ESIA)
- École supérieure des travaux publics, mines et géologie (ESTPMG)

### Centre de recherche
- Consortium pour le management de la recherche fondamentale et appliquée en Afrique au sud du Sahara (COMREFAS)

## Campus
L'USTB dispose de trois campus (deux à Cotonou et un à Porto-Novo) sur une superficie totale de 15 hectares.

## Enseignement et recherche

### Formations et diplômes
Les diplômes proposés par l'USTB sont accessibles : 
- soit en formation initiale
- soit en formation continue
- soit par la validation des acquis de l'expérience

Université accréditée par le Conseil africain et malgache pour l'enseignement supérieur (CAMES) et autorisée par le Ministère béninois de l’Enseignement supérieur et de la Recherche scientifique, l’USTB délivre 80 diplômes dans les domaines des sciences et technologies :
- 28 mentions de DUT, BTS et DEUG
- 13 mentions de licence et maîtrise universitaire
- 39 diplômes de 3e cycle

En 2007, 27 des diplômes proposés par l'USTB sont reconnus et accrédités par le CAMES.

### Recherche
L'USTB, au travers du COMREFAS, accorde une importance majeure à la qualité de la recherche et s'attache à développer des liens de coopération avec la communauté scientifique internationale en vue :
- de la diffusion de la culture,
- de l'information scientifique et technique,
- du transfert de technologie.

## Relations internationales
Depuis sa création, l'USTB s'est efforcée de développer un réseau de coopération internationale avec des universités étrangères et notamment en Europe avec l'université de Poitiers,.
L'USTB est membre et collabore régulièrement avec l'association internationale des universités. 
Elle dispose également d'accords de coopération avec les autres institutions membres du RUSTA (université des sciences et technologies de Côte d'Ivoire, université des sciences et technologies du Togo, incubateur régional d'Afrique de l'Ouest, Institut supérieur de technologie de Côte d'Ivoire, etc.).

### Personnalités liées
- Frédéric Dohou, fondateur de l'USTB